# Décès en juin 1967
Décès
- 1963
- 1964
- 1965
- 1966
- 1967
- 1968
- 1969
- 1970
- 1971

Pour une information complémentaire, voir la page d'aide.

| Date    | Nom              | Pays                 | Activités                                | Âge | Source |
| ------- | ---------------- | -------------------- | ---------------------------------------- | --- | ------ |
| 25 juin | Ernest Langrogne | Drapeau de la France | Ingénieur et chef d'entreprise français. | 81  |        |